# サイコ (バンド)
サイコ（Saiko）は、4人からなるチリのプップバンド。レーベルはEscarabajo、元EMI Odeón Chile。
ルシアノ・ロハスとロドリゴ・アボイティス（元La Ley）を中心にバンドが結成され、そして女性ボーカリストを探し始める。 デニス・マレブランはボーカリストとして選ばれ、レコーディングがスタート。1999年に1stアルバム『Informe Saiko』でデビュー。それらはチリで成功した、アメリカのバンド ガービッジと絶えず比較される。シングル「Cuando Miro en tus Ojos」大ヒットをおさめた。
2001年でそれらは2ndアルバム『Campos Finitos』をリリースした。その後EMIとの契約は終了し、シングルを含むベストアルバム『Todo Saiko』がリリースされた。
2006年12月、ヴォーカルのデニス・マレブランが脱退。2007年4月30日にTeatro Teletónのライブを最後に脱退。同年5月10日、ヴォーカリストマルセラ・カストロ（通称：Thais タイス）を加えた。

## メンバー
- マルセラ・カストロ (Marcela Castro) - ボーカル担当。
- ルシアノ・ロハス (Luciano Rojas) - ギター担当。
- エステバン・トレス (Esteban Torres) - ベース担当。
- ハビエル・トレス (Javier Torres) - ドラム担当。

### 元メンバー
- デニス・マレブラン (Denisse Malebrán、1976年5月28日) - ボーカル担当。
- イバン・デルガド (Iván Delgado)
- ロドリゴ・アボイティス (Rodrigos Aboitiz)
- ホルヘ・マルティネス (Jorge Martinez)

## ディスコグラフィ

### アルバム
- インフォルメ・サイコ（Informe Saiko、1999年）
- カンポス・フィニトス（Campos Finitos、2001年）
- ラス・ホラス（Las Horas、2004年）

#### ベストアルバム
- トド・サイコ（Todo Saiko、2003年）

### シングル
- ラ・ファーブラ（La Fábula、1999年）
- クアンド・ミロ・エン・トゥス・オホス（Cuando Miro en tus Ojos、2000年）
- ハッピー・アワー（Happy Hour、2000年）
- ウノ・トラス・オトロス（Uno Tras Otros、2000年）
- リミト・コン・エル・ソル（Limito Con el Sol、2001年）
- アザール（Azar、2001年）
- アモル・ケ・ノ・エス（Amor que No Es、2002年）
- ヴェネーノ（Veneno、2003年）
- ロ・ケ・メレセス（Lo Que Mereces、2004年）
- デビリダッド（Debilidad、2005年）
- ルーズ・マヒカ（Luz Mágica、2005年）
- オトラ・ヴェズ（Otra Vez、2006年）